# 빌리 워락

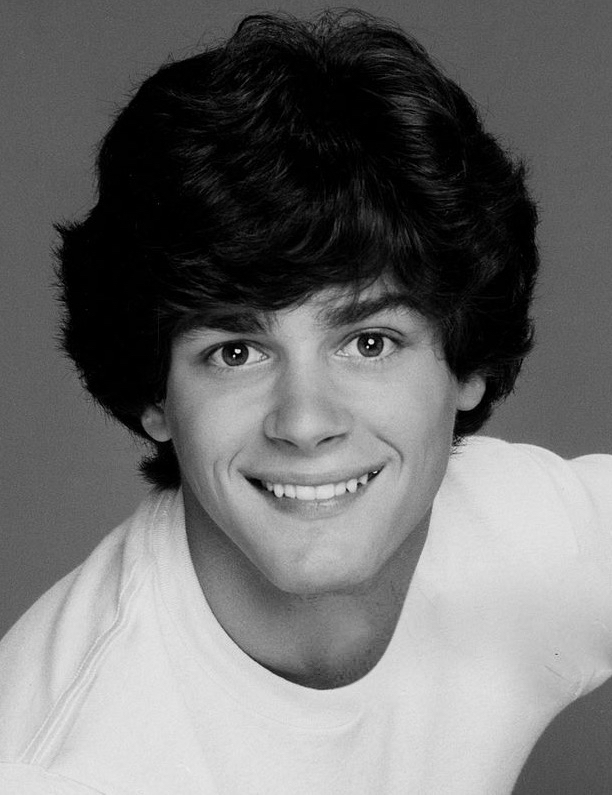

빌리 워록(William Alan Leming, 1961년 3월 26일 ~ )은 미국의 배우이다.
가데나에서 태어났다.

## 출연 작품
- Fatwa (2006)
- 파이널 딥라이징 (2004년)
- 베이워치 (2003년)
- 아퍼짓 코너스 (1997년)
- 네이비 씰 2 (1996년)
- 햇 스퀘드 (1992년)
- 수영복 (1989년)
- 러브 보트 (1989, Class Cruise)
- 소사이어티 (1989년)
- 슛! 골인 (1987년)
- 식스 팩 (1983년)
- 할로윈 2 - 저주받은 병실 (1981년)

### 텔레비전
- 우리 생애 나날들 (1986-88, 1990-91, 2005-06)
- SOS 해상 구조대 (1989-92)
- 제너럴 호스피털 (1997-2003, 2005)
- 닥터 슬론 (1999)
- 더 영 앤 더 레스트리스 (2007-08)
- 원 라이프 투 리브 (2010)
- 애즈 더 월드 턴즈 (2010)